# SMP Formula–4-bajnokság
Az SMP Formula–4-es-bajnokság egy regionális együléses bajnokság, amely a Formula–4-es szabályrendszerre alapul. A sorozat első idénye a 2015-ös SMP Formula–4-es bajnokság volt. A bajnokságot az SMP Racing, az Orosz Automobil Szövetség a Koiranen GP és az AKK-Motorsport alkotta meg.

## A széria története
2013-ban a Nemzetközi Automobil Szövetség a korábbi Formula–1-es versenyző  Gerhard Berger támogatásával létrehozta a Formula–4-es rendszert.  Az új rendszer tulajdonképen egy gokart utáni belépőszint a Formula–1 felé vezető úton. A bajnokság létrejötte a második lépés volt a rendszer kiterjesztése felé. Az első lépés az olasz és az észak-amerikai bajnokságok megalkotása volt. Az olasz Tatuus céget bízták meg a sorozat autóinak megépítésével.

## Bajnokok
| Szezon | Versenyző           | Csapat                       | Pole | Gőyzelmek | Dobogók | LKörök | Pontok | Cím elérve            | Különbség |
| ------ | ------------------- | ---------------------------- | ---- | --------- | ------- | ------ | ------ | --------------------- | --------- |
| 2015   | Niko Kari           | nincs                        | 4    | 7         | 19      | 9      | 449    | 18. verseny a 21-ből. | 153       |
| 2016   | Richard Verschoor   | nincs                        | 10   | 11        | 16      | 9      | 339    | 17. verseny a 20-ből. | 69        |
| 2017   | Christian Lundgaard | MP Motorsport                | 7    | 10        | 14      | 10     | 292    | 18. verseny a 21-ből. | 74        |
| 2018   | Konsta Lappalainen  | Kart in Club Driving Academy | 4    | 7         | 15      | 4      | 316    | 21. verseny a 21-ből. | 41        |
| 2019   | Pavel Bulantsev     | SMP Racing                   | 9    | 5         | 11      | 5      | 254    | 13. verseny a 13-ból. | 30        |